# Geometrisk ort
Geometrisk ort eller ortlinje, är mängden av de punkter, som överensstämmer med ett eller flera geometriska villkor. En cirkellinje är till exempel geometrisk ort för de punkter i ett plan som ligger på samma avstånd från cirkelns mittpunkt.